# إدنا ستيرن
إدنا ستيرن (بالعبرية: עדנה שטרן‏) هي عازفة بيانو بلجيكية، ولدت في 6 مارس 1977 في بروكسل في بلجيكا.

## وصلات خارجية
- الموقع الرسمي
- إدنا ستيرن على موقع ميوزك برينز (الإنجليزية)
- إدنا ستيرن على موقع أول ميوزيك (الإنجليزية)
- إدنا ستيرن على موقع ديسكوغز (الإنجليزية)